# SK Telawi
SK Telawi (gruz. საფეხბურთო კლუბი თელავი, Sapechburto Klubi Telawi) – gruziński klub piłkarski, mający siedzibę w mieście Telawi, na wschodzie kraju. Obecnie występuje w Erownuli Liga.

## Historia
Chronologia nazw:
- 2016: SK Telawi (gruz. სკ თელავი)

Klub piłkarski SK Telawi został założony w miejscowości Telawi 19 lipca 2016. W 2017 zespół startował w Meore Liga (D3), zajmując trzecią lokatę i awansując do drugiej ligi. W 2018 był piątym w Erownuli Liga 2. W 2019 zajął trzecie miejsce w lidze i uzyskał historyczny awans do Erownuli Liga.

## Barwy klubowe, strój
| Błękitny | Niebieski |

Klub ma barwy błękitno-niebieskie. Zawodnicy domowe spotkania zazwyczaj grają w błękitnych koszulkach, błękitnych spodenkach oraz błękitnych getrach.

## Sukcesy

### Trofea międzynarodowe
Nie uczestniczył w rozgrywkach europejskich (stan na 31-05-2019).

### Trofea krajowe
| \| \| Zdobyte trofea w rozgrywkach Gruzji (stan na: 31-12-2019) \| |                                                           |      |          |
| Rozgrywki                                                          | Osiągnięcie                                               | Razy | Sezon(y) |
| Mistrzostwo                                                        | I miejsce                                                 | 0    |          |
| Mistrzostwo                                                        | II miejsce                                                | 0    |          |
| Mistrzostwo                                                        | III miejsce                                               | 0    |          |
| Mistrzostwo                                                        | ?.miejsce                                                 | 1    | 2020     |
| Puchar                                                             | zdobywca                                                  | 0    |          |
| Puchar                                                             | finalista                                                 | 0    |          |
| Puchar                                                             | półfinalista                                              | 1    | 2018     |
| II liga                                                            | I miejsce                                                 | 0    |          |
| II liga                                                            | II miejsce                                                | 0    |          |
| II liga                                                            | III miejsce                                               | 1    | 2019     |
| Gruzja                                                             | Zdobyte trofea w rozgrywkach Gruzji (stan na: 31-12-2019) |      |          |

- Meore Liga (D3):
  - 3. miejsce (1x): 2017

## Poszczególne sezony

### Rozgrywki krajowe
| \| Gruzja \| Bilans występów klubu w rozgrywkach piłkarskich Gruzji (Stan na 31 maja 2019 r.) \| \| |                                                                                  |        |       |   |   |   |    |    |     |           |        |        |      |
| Poziom                                                                                              | Rozgrywki                                                                        | Sezony | Mecze | Z | R | P | B+ | B– | Pkt | Lata      | Awanse | Spadki | Naj. |
| I                                                                                                   | Erownuli Liga                                                                    | 0      |       |   |   |   |    |    |     | od 2020   | 0      | 0      | ?    |
| II                                                                                                  | Erownuli Liga 2                                                                  | 2      |       |   |   |   |    |    |     | 2018–2019 | 1      | 0      | 3    |
| III                                                                                                 | Meore Liga                                                                       | 1      |       |   |   |   |    |    |     | 2017      | 1      | 0      | 3    |
| | Puchar Gruzji                                                                    | 3      |       |   |   |   |    |    |     | od 2017   | 0      | 0      | 1/2  |
| Gruzja                                                                                              | Bilans występów klubu w rozgrywkach piłkarskich Gruzji (Stan na 31 maja 2019 r.) |        |       |   |   |   |    |    |     |           |        |        |      |

## Struktura klubu

### Stadion
Klub piłkarski rozgrywa swoje mecze domowe na stadionie im. Giwiego Czocheliego w Telawi, który może pomieścić 12 000 widzów.

### Inne sekcje
Klub prowadzi drużyny dla dzieci i młodzieży w każdym wieku.

### Sponsorzy
Sponsorem technicznym jest amerykańska firma Nike. Sponsorem głównym jest Saller.

## Kibice i rywalizacja z innymi klubami

### Kibice
Kibice klubu są zarejestrowani w stowarzyszeniu.

### Rywalizacja
Największymi rywalami klubu są inne zespoły z okolic.

### Derby
- Metalurgi Rustawi
- Sioni Bolnisi